# دعاهای شکارچی
دعاهای شکارچی (به انگلیسی: The Hunter's Prayer) یک فیلم اکشن و جنایی آمریکایی-آلمانی-اسپانیایی محصول سال ۲۰۱۷ به کارگردانی جاناتان موستو است. این فیلم را بر اساس رمان برای سگ‌ها توسط کوین ویگنل (۲۰۰۴)ساخته‌است. این فیلم دربارهٔ قاتلی می‌باشد که به زن جوان برای انتقام مرگ خانواده اش کمک می‌کند. ستارگان فیلم سم ورثینگتون، اودیا راش ،آلن لیچ و ایمی لندکر هستند. فیلمبرداری در۱۲ اوت ۲۰۱۴ در یورکشایر انگلستان آغاز شد. این فیلم در تاریخ ۹ ژوئن ۲۰۱۷ در ایالات متحده توسط صبان فیلمز به نمایش درآمد.

## بازیگران
- سم ورثینگتون در نقش لوکاس
- اودیا راش در نقش الا هتو
- آلن لیچ در نقش ریچارد ادیسون
- ایمی لندکر در نقش بنکس
- ورونیکا اچگی در نقش دنی
- مارتین کامپستون در نقش متسگر

## داستان
یک قاتل استخدام می‌شود تا دختر جوانی را به قتل برساند، اما او نمی‌تواند با وجدان خود کنار بیاید و این کار را انجام دهد؛ بنابراین آنها با هم متحد می‌شوند و تلاش می‌کنند از دست افرادی که در تعقیبشان هستند فرار کنن.

## انتشار
در ماه سپتامبر سال ۲۰۱۶ سابان فیلم حقوق توزیع فیلم را به دست آورد. این فیلم در تاریخ ۹ ژوئن ۲۰۱۷ در ایالات متحده منتشر شد.

## بازخوردها
دعاهای شکارچی نقدهای ضعیفی از منتقدان دریافت کرد. در راتن تومیتوز، این فیلم بر اساس ۲۱ نقد، ۳۳٪ تأیید و میانگین امتیاز ۴٫۹ از ۱۰ را دارد. در متاکریتیک، که امتیاز نرمال‌شده‌ای را به آن اختصاص می‌دهد، بر اساس ۵ منتقد، فیلم امتیاز ۳۵ از ۱۰۰ را کسب کرده‌است که نشان‌دهنده «بررسی‌های نامطلوب» است.